# 룽안구
룽안구(한국어: 용안구, 중국어: 龙安区, 병음: Lóng'ān Qū)는 중화인민공화국 허난성 안양시의 현급 행정구역이다. 넓이는 236km2이고, 인구는 2007년 기준으로 200,000명이다.

## 행정 구역
6개 가도, 1개 진, 2개 향을 관할한다.
- 가도: 田村街道, 彰武街道, 文昌大道街道, 文明大道街道, 太行小区街道, 中州路街道.
- 진: 龙泉镇.
- 향: 东风乡, 马投涧乡.